# Патрициане

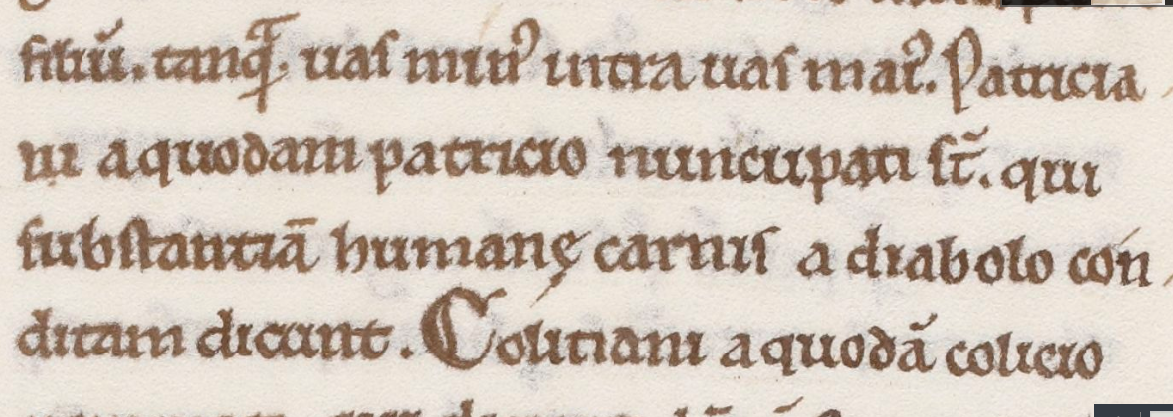
Исидор Севильский в книге Этимологии о патрицианах. Рукопись XIII века. Национальная библиотека Франции

Патрициа́не (лат. patriciani)— еретики конца IV — начала V века, описанные Филастрием в книге «Liber de Haeresibus» и Августином в книге «De Haeresibus ad Quodvultdeum Liber Unus»; у первого автора это 62 ересь, у второго автора это 61 ересь. Патрициане своё название получили по имен некого Патрика (лат. Patricio).  Согласно учению патрициан сущность человеческого тела создана не Богом, а диаволом; по этой причине они ненавидели своё тело, многие из них до такой степени, что были готовы убить себя, чтобы избавиться от собственного тела. 
О численности патрициан Филастрий, Августин и автор «Предестината» ничего не сообщают. Исидор Севильский в восьмом томе книги «Этимологии» пишет об этой ереси под 48 номером.